# Conchyloctenia
Conchyloctenia là một chi bọ cánh cứng trong họ Chrysomelidae.
Chi này được Spaeth miêu tả khoa học năm 1902.

## Các loài
Các loài trong chi này gồm:
- Conchyloctenia aspidiformis Borowiec, 1994
- Conchyloctenia capensis Swietojanska & Borowiec, 2002
- Conchyloctenia hybrida (Boheman, 1854)